# Niels Bernhart
Niels Bernhart (født Jensen 9. maj 1946 i Holbæk, død 22. april 2008 i Roskilde) var en dansk pianist, kapelmester, komponist og foredragsholder.
Han var tilknyttet underholdningsbranchen i mere end 40 år og turnerede i mange år rundt i landet med sit eget orkester.
I 1980'erne indledte han et samarbejde med den tidligere radiovært Jørn Hjorting – først i radioen med udsendelsen Prøv Lykken og i de sidste år på tv-kanalen DK4, hvor han en gang om ugen akkompagnerede og underholdt i programmet Snak med Jørn Hjorting.
Niels Bernhart drev og ejede sit eget pladeselskab, stardust musikproduktion, der fortrinsvis udgav hans eget materiale samt andre artister i samme genre.

## Diskografi
- 1993 – Let's Go SDCD9301
- 1998 – Silver Strings SDCD 9801
- 1999 – Viser og Fællessange SDCD9902
- 1999 – Ska' vi danse SDCD9904
- 2000 – Cafékvartetten SDCD 2000
- 2000 – Lidt af hvert SDCD2001
- 2000 – Smil til hinanden SDCD2003
- 2002 – Med et smil og en sang SDCD2021
- 2002 – Svenn Skipper spiller... og musikken er af Niels Bernhart SDCD2022
- 2003 – Nu er det jul... igen SDCD2031
- 2004 – Fra viser til refræn SDCD2041
- 2004 – Klavertimen - 40 års JUBI-CD SDCD2043
- 2006 – Lad os dele SDCD2061
- 2006 – Lad mig flyve højt SDCD2063
- 2006 – Vi tror på kærligheden SDCD2064

## Ekstern henvisning
- Niels Bernharts hjemmeside Arkiveret 12. maj 2006 hos  Wayback Machine
- Niels Bernhart på Internet Movie Database (engelsk)
- Stardust musikproduktion– Niels Bernharts pladeselskab Arkiveret 28. april 2006 hos  Wayback Machine